# Románia a 2014. évi téli olimpiai játékokon
Románia az oroszországi Szocsiban megrendezett 2014. évi téli olimpiai játékok egyik részt vevő nemzete volt. Az országot az olimpián 7 sportágban 24 sportoló képviselte, akik érmet nem szereztek.

## Alpesisí
Férfi
| Versenyző                | Versenyszám      | 1. futam | 1. futam | 2. futam | 2. futam | Összesítés | Összesítés |
| Versenyző                | Versenyszám      | Idő      | Hely.    | Idő      | Hely.    | Idő        | Helyezés   |
| ------------------------ | ---------------- | -------- | -------- | -------- | -------- | ---------- | ---------- |
| Ioan Valeriu Achiriloaie | Lesiklás         |          |          |          |          | 2:17,46    | 46.        |
| Alexandru Barbu          | Műlesiklás       | 52,82    | 44.      | 59,84    | 21.      | 1:52,66    | 21.        |
| Alexandru Barbu          | Óriás-műlesiklás | 1:29,47  | 52.      | 1:29,77  | 47.      | 2:59,24    | 48.        |

| Versenyző                | Versenyszám | Lesiklás      | Lesiklás      | Műlesiklás | Műlesiklás | Összesítés | Összesítés |
| Versenyző                | Versenyszám | Idő           | Hely.         | Idő        | Hely.      | Idő        | Helyezés   |
| ------------------------ | ----------- | ------------- | ------------- | ---------- | ---------- | ---------- | ---------- |
| Ioan Valeriu Achiriloaie | Összetett   | nem ért célba | nem ért célba | kiesett    | kiesett    | kiesett    | kiesett    |

Női
| Versenyző         | Versenyszám            | 1. futam | 1. futam | 2. futam | 2. futam | Összesítés    | Összesítés    |
| Versenyző         | Versenyszám            | Idő      | Hely.    | Idő      | Hely.    | Idő           | Helyezés      |
| ----------------- | ---------------------- | -------- | -------- | -------- | -------- | ------------- | ------------- |
| Ania Monica Caill | Lesiklás               |          |          |          |          | nem ért célba | nem ért célba |
| Ania Monica Caill | Szuperóriás-műlesiklás |          |          |          |          | 1:33,73       | 30.           |
| Ania Monica Caill | Óriás-műlesiklás       | 1:28,53  | 55.      | 1:28,73  | 51.      | 2:57,26       | 51.           |

| Versenyző         | Versenyszám | Lesiklás | Lesiklás | Műlesiklás | Műlesiklás | Összesítés | Összesítés |
| Versenyző         | Versenyszám | Idő      | Hely.    | Idő        | Hely.      | Idő        | Helyezés   |
| ----------------- | ----------- | -------- | -------- | ---------- | ---------- | ---------- | ---------- |
| Ania Monica Caill | Összetett   | 1:51,91  | 34.      | 1:02,04    | 22.        | 2:53,95    | 22.        |

## Biatlon
Férfi
| Versenyző       | Versenyszám           | Időeredmény | Lövőhiba    | Helyezés |
| --------------- | --------------------- | ----------- | ----------- | -------- |
| Cornel Puchianu | 10 km sprint          | 25:50,7     | 0 (0+0)     | 30.      |
| Cornel Puchianu | 12,5 km üldözőverseny | 38:19,8     | 6 (0+2+1+3) | 47.      |
| Cornel Puchianu | 20 km egyéni          | 56:10,4     | 4 (0+0+1+3) | 60.      |

Női
| Versenyző   | Versenyszám         | Időeredmény | Lövőhiba    | Helyezés |
| ----------- | ------------------- | ----------- | ----------- | -------- |
| Tófalvi Éva | 15 km egyéni        | 47:30,8     | 1 (0+0+1+0) | 21.      |
| Tófalvi Éva | 7,5 km sprint       | 22:01,5     | 1 (1+0)     | =22.     |
| Tófalvi Éva | 10 km üldözőverseny | 32:15,3     | 3 (1+2+0+0) | 26.      |
| Tófalvi Éva | 12,5 km tömegrajtos | 37:50,9     | 2 (1+0+0+1) | 20.      |

## Bob
Férfi
| Versenyző                                                                                        | Versenyszám | 1. futam | 1. futam | 2. futam | 2. futam | 3. futam | 3. futam | 4. futam | 4. futam | Összesítés | Összesítés |
| Versenyző                                                                                        | Versenyszám | Idő      | Hely.    | Idő      | Hely.    | Idő      | Hely.    | Idő      | Hely.    | Idő        | Helyezés   |
| ------------------------------------------------------------------------------------------------ | ----------- | -------- | -------- | -------- | -------- | -------- | -------- | -------- | -------- | ---------- | ---------- |
| Florin Crăciun Nicolae Istrate*                                                                  | Kettes      | 57,39    | 17.      | 57,19    | 17.      | 57,24    | 17.      | 57,16    | 18.      | 3:48,98    | 15.        |
| Florin Crăciun Paul Muntean Andreas Neagu* Dănuț Moldovan (1–2. futam) Bogdan Otavă (3–4. futam) | Négyes      | 56,25    | =23.     | 56,16    | 22.      | 56,62    | 27.      | kiesett  | kiesett  | 2:49,03    | 22.        |

Női
| Versenyző                       | Versenyszám | 1. futam | 1. futam | 2. futam | 2. futam | 3. futam | 3. futam | 4. futam | 4. futam | Összesítés | Összesítés |
| Versenyző                       | Versenyszám | Idő      | Hely.    | Idő      | Hely.    | Idő      | Hely.    | Idő      | Hely.    | Idő        | Helyezés   |
| ------------------------------- | ----------- | -------- | -------- | -------- | -------- | -------- | -------- | -------- | -------- | ---------- | ---------- |
| Maria Constantin* Andreea Grecu | Kettes      | 59,04    | 17.      | 59,08    | 17.      | 59,38    | 17.      | 59,09    | 16.      | 3:56,59    | 17.        |

* – a bob vezetője

## Műkorcsolya
| Versenyző      | Versenyszám  | Rövid program | Rövid program | Kűr   | Kűr   | Összesítés | Összesítés |
| Versenyző      | Versenyszám  | Pont          | Hely.         | Pont  | Hely. | Pont       | Helyezés   |
| -------------- | ------------ | ------------- | ------------- | ----- | ----- | ---------- | ---------- |
| Kelemen Zoltán | Férfi egyéni | 60,41         | 24.           | 98,35 | 23.   | 158,76     | 23.        |

## Sífutás
Férfi
| Versenyző                             | Versenyszám  | Selejtező | Selejtező | Negyeddöntő | Negyeddöntő | Elődöntő | Elődöntő | Döntő     | Döntő    |
| Versenyző                             | Versenyszám  | Idő       | Hely.     | Idő         | Hely.       | Idő      | Hely.    | Idő       | Helyezés |
| ------------------------------------- | ------------ | --------- | --------- | ----------- | ----------- | -------- | -------- | --------- | -------- |
| Daniel Pripici                        | Sprint       | 3:52,68   | 68.       | kiesett     | kiesett     | kiesett  | kiesett  | kiesett   | 68.      |
| Paul Constantin Pepene                | Sprint       | 3:51,54   | 65.       | kiesett     | kiesett     | kiesett  | kiesett  | kiesett   | 65.      |
| Paul Constantin Pepene                | 15 km        |           |           |             |             |          |          | 43:39,4   | 62.      |
| Paul Constantin Pepene                | 30 km        |           |           |             |             |          |          | 1:13:36,2 | 48.      |
| Daniel Pripici Paul Constantin Pepene | Csapatsprint |           |           |             |             | 26:06,80 | 9.       | kiesett   | 21.      |

Női
| Versenyző  | Versenyszám | Selejtező | Selejtező | Negyeddöntő | Negyeddöntő | Elődöntő | Elődöntő | Döntő   | Döntő    |
| Versenyző  | Versenyszám | Idő       | Hely.     | Idő         | Hely.       | Idő      | Hely.    | Idő     | Helyezés |
| ---------- | ----------- | --------- | --------- | ----------- | ----------- | -------- | -------- | ------- | -------- |
| Sára Tímea | Sprint      | 2:48,16   | 49.       | kiesett     | kiesett     | kiesett  | kiesett  | kiesett | 49.      |
| Sára Tímea | 10 km       |           |           |             |             |          |          | 34:48,2 | 62.      |
| Sára Tímea | 15 km       |           |           |             |             |          |          | 46:43,0 | 60.      |

## Síugrás
Férfi
| Versenyző          | Versenyszám | Selejtező | Selejtező | Selejtező | 1. ugrás | 1. ugrás | 1. ugrás | 2. ugrás | 2. ugrás | 2. ugrás | Összesítés | Összesítés |
| Versenyző          | Versenyszám | Táv       | Pont      | Hely.     | Táv      | Pont     | Hely.    | Táv      | Pont     | Hely.    | Pont       | Helyezés   |
| ------------------ | ----------- | --------- | --------- | --------- | -------- | -------- | -------- | -------- | -------- | -------- | ---------- | ---------- |
| Sorin Iulian Pîtea | Normálsánc  | 86,0      | 90,2      | 45.       | kiesett  | kiesett  | kiesett  | kiesett  | kiesett  | kiesett  | kiesett    | kiesett    |
| Sorin Iulian Pîtea | Nagysánc    | 101,5     | 59,6      | 51.       | kiesett  | kiesett  | kiesett  | kiesett  | kiesett  | kiesett  | kiesett    | kiesett    |

## Szánkó
| Versenyző                                                                | Versenyszám  | 1. futam | 1. futam | 2. futam | 2. futam | 3. futam | 3. futam | 4. futam | 4. futam | Összesítés | Összesítés |
| Versenyző                                                                | Versenyszám  | Idő      | Hely.    | Idő      | Hely.    | Idő      | Hely.    | Idő      | Hely.    | Idő        | Helyezés   |
| ------------------------------------------------------------------------ | ------------ | -------- | -------- | -------- | -------- | -------- | -------- | -------- | -------- | ---------- | ---------- |
| Valentin Crețu                                                           | Férfi egyes  | 53,562   | 31.      | 53,279   | 27.      | 52,902   | 28.      | 53,142   | 32.      | 3:32,885   | 29.        |
| Nicolae Șovǎialǎ Alexandru Teodorescu                                    | Kettes       | kizárták | kizárták | kizárták | kizárták |          |          |          |          | –          | –          |
| Raluca Strămăturaru                                                      | Női egyes    | 52,862   | 31.      | 51,821   | 29.      | 52,238   | 29.      | 52,083   | 27.      | 3:29,004   | 30.        |
| Valentin Creţu Nicolae Șovǎialǎ Alexandru Teodorescu Raluca Strămăturaru | Vegyes váltó |          |          |          |          |          |          |          |          | nem indult | nem indult |

## Szkeleton
| Versenyző             | Versenyszám | 1. futam | 1. futam | 2. futam | 2. futam | 3. futam | 3. futam | 4. futam | 4. futam | Összesítés | Összesítés |
| Versenyző             | Versenyszám | Idő      | Hely.    | Idő      | Hely.    | Idő      | Hely.    | Idő      | Hely.    | Idő        | Helyezés   |
| --------------------- | ----------- | -------- | -------- | -------- | -------- | -------- | -------- | -------- | -------- | ---------- | ---------- |
| Dorin Dumitru Velicu  | Férfi       | 58,72    | 27.      | 58,44    | 25.      | 58,91    | 27.      | 57,67    | 18.      | 3:51,21    | 20.        |
| Maria Marinela Mazilu | Női         | 59,99    | 19.      | 59,89    | 20.      | 59,63    | 20.      | 59,11    | 20.      | 3:58,62    | 20.        |